# Edom

Edom területe citromsárgával Kr. e. 830 körül

Edom (héber nyelven: אֱדוֹם), később Idumea (görög nyelven: Ἰδουμαία) ókori állam a Közel-Keleten. Az edomiták sémi nép, a Tóra említése alapján Jákob bátyjának, Ézsaunak a leszármazottai voltak.

## Történelem
Már az egyiptomi XVIII. dinasztiabeli szövegek (Kr. e. 1550–1300) megemlítik Edom létét az Orontész folyótól nyugatra (bár az ezen forrásokban szereplő Edom és a bibliai Edom közötti kapcsolat nem állapítható meg teljes bizonyossággal).
Az edomiták a Holt-tengertől délre eső területen telepedtek le és alapítottak államot. Köztük és az izraeliták között gyakori volt az ellenségeskedés. Dávid király legyőzte őket és ezzel Izraeltől függőségbe kerültek, majd később az Izraeli Királyság szétszakadása után ismét függetlenné váltak. II. Nabú-kudurri-uszur babiloni király meghódította a királyságukat. A megmaradt nép ezután egyre inkább észak felé vándorolt és sokan telepedtek le Hebron régiójában, míg korábbi területük délkeleti részén a nabateusok telepedtek le. A babiloni fogság után államuk Idumea néven volt ismert. Kr. e. 129 után a hasmoneusok elfoglalták Idumeát és erőszakkal a zsidó vallásra kényszerítették őket. Kr. e. 34-ben Costobar edomita nemes VII. Kleopátra egyiptomi királynő támogatásával megpróbálta visszaszerezni az ország függetlenségét, de e törekvés kudarcba fulladt, és Idumea ezentúl Judea római provincia része lett. Nagy Heródes félig edomita származású volt.

## Nyelve
A területen az ún. edomi nyelvet (más néven edomita) beszélték, amely a sémi nyelvek közé tartozik, közeli rokona a héber és a moábi nyelvnek is. Először föníciai, majd arámi ábécét használt. Egyes vélemények szerint nem egészen önálló nyelv, hanem inkább héber nyelvjárás.

## Gazdasága
Edom földje főleg pusztaság volt, a kevés termőföld nem tette lehetővé, hogy helyben termeljenek élelmiszert. Edom gazdasága főleg a kereskedelmen nyugodott, amely létét jelentette egyúttal. Az ország szerencséjére területét keresztezték olyan fontos karavánutak, amelyek Egyiptom, Mezopotámia, Arábia és a Levante között húzódtak. A területet elsősorban hegyvidék alkotta, a déli lankákon volt egy keskeny földnyelv, amely elég csapadékhoz jutott és csak itt folyt mezőgazdasági tevékenység. Edom valószínűleg sót és balzsamot exportált, a nyugati országrészben, a Khirbát bányában pedig rezet bányásztak. A régészeti feltárások kimutatták, hogy a réz kitermelése jelentős és jól szervezett volt, ami egyértelműen arra utal, hogy Edom erős központi hatalommal bírt.

## Vallása
Az Edomban elterjedt vallás vagy vallások jellege ismeretlen. Egyetlen konkrétum, hogy a makkabeusok zsidó hitre térítették az országot, amely valószínűleg nem tartott sokáig. Bizonyos jelek arra mutatnak, hogy a Jahve-kultusz már korábban is jelen volt Edomban, azonban nem vált egyeduralkodóvá.
Edom nemzeti vallását a bizonyítékok alapján Kósz  (edomi: 𐤒𐤅𐤎 Qāwsz, később Qôsz; héber: קוֹס Qōsz ) isten tisztelete alkotta. Kósz kultusza nem sokban térhetett el Jahve kultuszától, ezért az sem elképzelhetetlen, hogy Edomban a zsidó vallás egy változatát követték, ami viszont nem lehetett szigorúan egyistenhitű.

## Edom a Bibliában
A Bibliában Edom és Izrael ellenségeskedését gyakran említik. A két nép közti hűvös viszonyt a szent iratok Jákob és Ézsau között kialakult vetekedésre vezetik vissza. Ézsau és Jákob ikrek voltak, s már anyjuk, Rebeka méhében is viaskodtak. Isten közölte Rebekával, hogy két nép származik le az ikrektől, amelyek hasonlóan egymással fognak vetekedni. Bár Ézsau előbb jött a világra, öccse eközben a sarkát fogta. Ézsau Izsák kedvence lett azért, mert vadász volt és apja szerette a vadhúst. Jákob, aki csendes, szorgos pásztorlegény volt és bátyjával ellentétben nem volt szőrös, hanem sima és puha volt a bőre, Rebeka kedvence lett. Ézsau azonban mind anyjának, mind apjának keserűséget okozott, amikor hettita nőket vett feleségül, akik csak kellemetlenséget okoztak az öreg szülőknek.
Ézsau egyik alkalommal fáradtan, zsákmány nélkül tért haza és látta, hogy öccse lencsefőzeléket főz. Kérte adjon belőle, ám Jákob azzal a feltétellel tette, ha Ézsau átruházza rá az elsőszülöttségét. Ézsau éhségében könnyen ráállt erre, sőt kijelentette, hogy semmi haszna nincs ezen előjogból, ha már úgy is meghal. És mivel esküvel fogadta ezt, ezzel Isten előtt is elvesztette a kegyet.
Amikor eljött a nap, hogy Izsák elsőszülöttségi áldást tegyen, Ézsau elindult vadászni, hogy az áldás keretében ízletes vadast készítsen apjának. Rebeka erről tudomást szerzett, értesítette Jákobot két kecskegödölye levágására, amit ő majd olyan ízletesen készít el, hogy vadasnak tűnjön. A kecskék szőrét Jákobra rakta, hogy megtévesszék Izsákot, sőt fel is öltöztette Jákobot Ézsau legszebb ruháival. Félő volt, ha Izsák rájön a cselre, dühében még megátkozná Jákobot. Izsák, aki már öregemberként nem látott jól, hallotta ugyan, hogy az Ézsauként hozzá kéredzkedő fiú Jákob hangján beszél, de amikor megérintve szőrösnek találta és Ézsau ruháinak illatát érezte, elmúlt a gyanúja. Elfogyasztotta a Jákob által kínált húst és bort, amely ízlett neki. Ezt követően megáldotta fiát, mely áldás azt is tartalmazta, hogy valamennyi testvérének őt kell szolgálnia.
Később megérkezett Ézsau is, s Izsák rájött hogy rászedték. Ézsau könyörgött apjához egy külön áldásért, de ő már nem tudott különösebb áldást adni számára: Ézsaunak a termékeny földektől távol, vad vidékeken kell élnie. Életét kardja jelenti és Jákobnak fog szolgálni. De eljön az idő, amikor Ézsau utódai levetik magukról Jákob utódainak igáját. A Biblia is említi, hogy Edom bár izraelita függésbe került, azok uralmát többször sikerült leráznia.
Ézsau megharagudott Jákobra és azt tervezte, hogy apjuk halála után véres bosszút áll, ezért Jákobnak Mezopotámiába kellett menekülnie. Utóbb Ézsau haragja csitult és megbánta fogadalmát. A Mezopotámiából visszatérő Jákob pedig később kibékült vele.